# بايرون باير
بايرون باير هو سياسي أمريكي، ولد في 18 أكتوبر 1929 في بيتسبرغ في الولايات المتحدة، وتوفي في 24 يونيو 2007 في إنغلوود في الولايات المتحدة. نشط حزبياً في الحزب الديمقراطي. وقد انتخب عضو مجلس ولاية نيوجيرسي ‏ وانتخب عضو جمعية نيوجيرسي العامة ‏.